# Översttjärnen (Älvsby socken, Norrbotten)
Översttjärnen är en sjö i Älvsbyns kommun i Norrbotten och ingår i Alterälvens huvudavrinningsområde. Sjön har en area på 0,0645 kvadratkilometer och ligger 56 meter över havet. Sjön avvattnas av vattendraget Alterälven.

## Delavrinningsområde
Översttjärnen ingår i det delavrinningsområde (729577-174639) som SMHI kallar för Inloppet i Pålsträsket. Medelhöjden är 101 meter över havet och ytan är 7,66 kvadratkilometer. Räknas de 10 avrinningsområdena uppströms in blir den ackumulerade arean 141,04 kvadratkilometer. Avrinningsområdets utflöde Alterälven mynnar i havet. Avrinningsområdet består mestadels av skog (84 procent). Avrinningsområdet har 0,06 kvadratkilometer vattenytor vilket ger det en sjöprocent på 0,8 procent.